# Nguyễn Văn Thọ (nhà văn)
Nguyễn Văn Thọ (sinh năm 1948) là nhà văn Việt Nam, được tặng Giải thưởng Nhà nước về Văn học Nghệ thuật vào năm 2022.

## Tiểu sử
Nguyễn Văn Thọ (bút danh Thụ Nguyễn) sinh ngày 06 tháng 10 năm 1948, tại thôn Đà, xã Quỳnh Khê, huyện Quỳnh Côi, tỉnh Thái Bình.
Năm 1965, sau khi tốt nghiệp trường cấp III Trưng Vương, Nguyễn Văn Thọ gia nhập quân đội, biên chế thuộc trung đoàn cao xạ 220 bảo vệ Hà Nội. Năm 1968, ông đi B (miền Nam), tham gia mặt trận Tây Nguyên, chiến đấu tại nhiều nơi. Năm 1976, ông giải ngũ về làm tại Công ty Thủy sản cấp I. Năm 1981, ông tốt nghiệp Đại học Thương nghiệp. Sau đó làm đến chức vụ Phó Chánh văn phòng Tổng công ty Muối. Năm 1988, ông sang Cộng hòa Dân chủ Đức làm Đội trưởng lao động và ở lại Đức sau khi nước Đức thống nhất. Năm 2014, ông về định cư hẳn tại Hà Nội.
Ông là hội viên Hội Nhà văn Việt Nam từ năm 2005.

## Sự nghiệp
Các truyện ngắn tiêu biểu của Nguyễn Văn Thọ: Vườn Maria (giải Khuyến khích cuộc thi truyện ngắn, báo Văn Nghệ 2000 - 2001), Cõi ảo (giải Nhì cuộc thi truyện ngắn, tạp chí Văn nghệ Quân đội 2001 - 2002), Phố cũ (giải Tư cuộc thi truyện ngắn, báo Văn Nghệ 2003 - 2004), “Vàng xưa” - tập truyện ngắn (Tặng thưởng của Hội Nhà văn Việt Nam năm 2003).
Bên cạnh mảng văn học, Nguyễn Văn Thọ còn là một nhà báo chính luận. Ông viết nhiều chính luận bàn về các vấn đề chính trị, xã hội cho các báo lớn tại Việt Nam như tham gia mục Góc nhìn của VNExpress, Kính đa tròng của Dân Việt, Tuần VN.net.
Năm 2022, ông được tặng Giải thưởng Nhà nước về Văn học Nghệ thuật với tác phẩm: Quyên (tiểu thuyết).

## Tác phẩm chính

### Truyện ngắn, tiểu thuyết
- Gió lạnh (tập truyện ngắn, 1999);
- Vàng xưa (tập truyện ngắn, 2003);
- Thất Huyền cầm (tập truyện ngắn, 2006);
- Sẫm violet (tập truyện ngắn, 2013)
- Quyên (tiểu thuyết, 2009, tái bản 2020);[4]
- Hương mỹ nhân (truyện ngắn, 2016, tái bản 3 lần 2020);
- Vườn mộng (tập truyện ngắn, 2018, tái bản 2020);
- Đi qua đời tôi (lý luận – chân dung, 2020).

Nguồn:

### Tùy bút, bút ký
- Đào ở xứ người (tạp văn);
- Mưa thành phố (tạp văn);
- Vợ cũ (tạp văn);
- Đầu ngọn sóng (tùy bút, 2016)[5]

## Vinh danh
- Giải thưởng Nhà nước về Văn học Nghệ thuật năm 2022.

### Giải thưởng văn học
- Giải Khuyến khích cuộc thi truyện ngắn, báo Văn Nghệ 2000 - 2001 với Vườn Maria;
- Giải Nhì (không có giải nhất) cuộc thi truyện ngắn tạp chí Văn nghệ quân đội 2000-2002 với Cõi ảo;
- Tặng thưởng Hội Nhà văn Việt Nam cho tập truyện ngắn Vàng xưa năm 2003.[1]
- Giải Tư cuộc thi truyện ngắn, báo Văn Nghệ 2003 - 2004 với Phố cũ;
- Giải Nhì tiểu thuyết Quyên cuộc thi tiểu thuyết Hội nhà văn Việt Nam năm 2006-2009[6].